# 英語文學
英語文學（英語：English literature）指英語寫成的文學作品，作者不一定是來自英格蘭。如约瑟夫·康拉德是波蘭人，羅伯特·伯恩斯是蘇格蘭人。詹姆斯·喬伊斯來自愛爾蘭，愛倫·坡來自美國，薩爾曼·魯西迪來自印度等。在學術界，“英語文學”經常都在致力於“英語研究”的部門或項目中進行分析與批評。原因在於英格蘭的前殖民地都發展出了自己的英語文學，這些地方所使用的英語互相也有區別。所以英語文學隨著英語在世界上的變化而發展出了形形色色的分支。
美國文學中的英語作品可以算作英語文學的一部分，但通常是按一個獨立的重要學科處理；愛爾蘭文學也是如此（但本文涉及在英國活躍的愛爾蘭文學家）。而英國文學和英語文學雖然重複的部分很多，但包括來自大不列顛其他地區和語言的文學，所以是兩個不同的概念。

## 古代文學

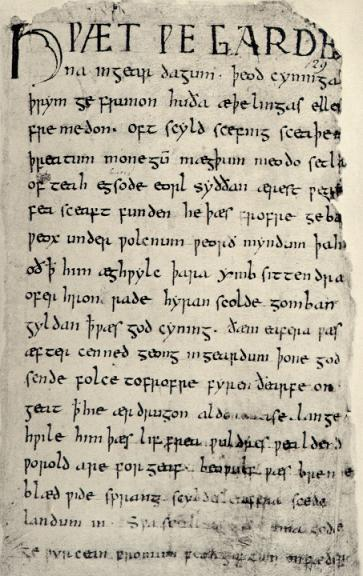
《貝奧武夫》第一頁

威爾士和羅馬時期留下來的遺產，幾乎被低地日耳曼民族（隨後是斯堪的納維亞人）的入侵徹底摧毀，所以直到中世紀早期才出現第一批英語文學。當時使用的語言是各種盎格魯薩克遜方言，其中得到普遍承認的最早的“英語”文本是卡德蒙的讚美詩（Cædmon's hymn）。早期不列顛文化中，口頭傳唱的傳統非常盛行，大多數文學作品寫出來就是為表演用的。史詩很受歡迎，但是只有一首《貝奧武夫》流傳到了後世，現在已經視作盎格魯薩克遜人的民族史詩。
現存的手稿中，很多盎格魯薩克遜語詩句可能是從大陸上的早期維京或日耳曼戰爭詩歌“弱化”改編而來，不過當時的那些方言卻和今天的挪威語甚至冰島語非常相近。這類詩歌傳入英格蘭時，仍然是遵循口頭繼承的傳統，輔音押頭韻的大量存在也幫助了盎格魯薩克遜民族記憶這些詩歌。這種韻律是日耳曼語族的一個特點，不同於羅曼語族的元音押尾韻。但當坎特伯雷的聖奧古斯丁和其門徒建立早期的基督教修道院時，書面文學才正式登場；而且很可能為了照顧基督教讀者而對這些文學進行了改編。
抛開比較原始的詩句外，維京戰爭詩歌仍然充滿了血腥和仇恨，詩中頻繁的押韻描繪出在陰霾的天空下刀光劍影的畫面，總是留給讀者一種危險就在眼前的感覺。沒有事物能夠永垂不朽，貝奧武甫罄盡一生與怪獸戰鬥，但最終死在它手中。這種世事無常、繁花開盡終有時的悲哀滲透進了基督教，極大程度上影響了英語文學未來的發展。例如，何處是（ubi sunt）的主題反復出現在《哈姆雷特》中，很多詹姆士一世時期的詩歌更是極其明顯。除去復辟時期和新古典主義時期的文學相對輕鬆樂觀外，憂鬱與焦慮的主題受到英語作家廣泛的偏愛，從哥特小說、前浪漫主義一直到近代浪漫主義的誕生都彌漫著這種情緒。
另外古代英語詩歌可以大體分為兩類：宗教詩和世俗詩。

## 中世紀文學
威廉一世1066年征服英格蘭後，也帶來了諾曼語，不過古英語詩歌仍然繼續傳播，古英語也仍在廣泛使用。13世紀早期英格蘭獨立後，英語才真正開始轉變。隨著諾曼人進入主流文化，法語也滲入社會下層，改變了很多古英語的語法和辭彙。雖然英語並沒有轉變成羅曼語言，不過喬叟的英語比之前一個世紀的英語要貼近今日很多。一般英語使用者讀喬叟的作品（中古英語）是有困難的，但仍能領會大意；讀《貝奧武夫》就必須要用近現代譯本了。
中世紀末期（1200－1500），騎士愛情的主題進入英格蘭，作家們開始書寫浪漫作品，形式有韻文或散文等。最著名的作品是亞瑟王的故事。詩歌《高文爵士與綠騎士》就包含了當時文學的很多重要特徵：亞瑟王時期的背景、俠義騎士的行為舉止和宗教寓意等。
此時期的英語戲劇非常宗教化。城鎮中上演神秘劇（mystery plays）慶祝主要的宗教節日，相對不太正式的面具啞劇（Mummers play）也傳達著基督教的思想。
英格蘭文學史上第一位大作家是傑弗瑞·喬叟（1340-1400）。他使用中古英語寫作，最著名的作品為《坎特伯里故事集》，是一群去坎特伯里的朝聖者在旅途中各自講述的故事，敍述形式迥異。值得注意的是，這些人來自社會的不同階層，因此他們所使用的語言和故事的内容也是形形色色。雖然喬叟是英語作家，他也受到了歐洲文學發展的啓發，特別是義大利。《坎特伯雷故事集》深受薄伽丘的《十日談》的影響。文藝復興已經逐漸向不列顛傳來。

## 文藝復興
1476年印刷家威廉·卡克斯頓將印刷機引入英格蘭後，白話文學開始蓬勃發展。宗教改革帶來了白話文的禮拜儀式，最終產生了《公禱書》，對英語文學造成了深遠的影響。英語文學的文藝復興一直延伸至17世紀中葉查理二世復辟為止，在戲劇、詩歌等方面產生了莎士比亞、马洛、斯賓塞、瓊森等一批聞名世界的文學大師。

### 伊麗莎白時期
伊麗莎白時期（伊麗莎白一世於1558年至1603年在位）的英格蘭社會從幾近分裂的混亂狀態逐漸發展到富有強大，因此稱作英格蘭歷史上的“黃金時代”。英語文學也是盛極一時，尤其是在戲劇方面。

#### 戲劇
義大利文藝復興重新發現了古希臘羅馬戲劇，開始與傳統的中世紀神秘劇漸行漸遠。意大利劇作家尤其對塞內卡（Seneca）感興趣，他是古羅馬時代有名的悲劇作家和哲学家，是尼祿和普勞圖斯的導師。不過，意大利悲劇有一點和塞内卡的理論不同：允許在舞臺上展現血腥與暴力；在塞内卡的戲劇中此類場景都是通過角色敍述出來的。英格蘭的劇作家對意大利戲劇產生了濃厚興趣，當時一大群意大利演員在倫敦定居下來。喬凡尼·傅羅瑞將很多意大利辭彙和意大利文化介紹進英國。伊麗莎白時代動蕩不安，意大利多起政治暗殺使民衆對教廷的恐懼有增無減。所以，將這種暴力呈現在舞臺上，對伊麗莎白時代的英格蘭觀衆來講更有感情淨化宣洩的作用。
莎士比亞便出現在這個時期。他借鑑早期伊麗莎白戲劇的傳統，創作出了至今仍沒有其他英語戲劇能夠超越的鉅作。雖然他作為詩人和劇作家出名，但本身並不是從事文學職業，可能接受的正式教育也不多。當時律師、貴族等“大學才子”（university wits）壟斷了英語舞臺，他不屬於其中任何一類，但極有天賦，多才多藝。莎士比亞在成為詩人之前也做過演員，在戲劇之外的工作也讓他有很強的優勢。他的作品很少單調，因為面對的觀衆群很廣，各個階層的人都能從中找到感興趣的東西。雖然很多戲劇都比較成功，但他在晚期（詹姆士一世統治早期）才寫出自己最高峰的作品：《哈姆雷特》、《李爾王》、《馬克白》、《終成眷屬》（All's Well that ends well ）、《暴風雨》等。莎士比亞的辭彙量大得驚人，後世的英國作者們都多多少少受到他藝術上或語言上的影響。
伊麗莎白戲劇領域其他著名人物有克利斯托夫·馬洛（1564-1593）、托馬斯·德克、约翰·弗莱彻和弗朗西斯·博蒙等。20世紀小說家和評論家安東尼·伯吉斯認為，如果馬洛不是29歲時在酒館鬥毆中被捅死，憑藉他的才華能夠與莎士比亞一爭高下。馬洛只比莎士比亞晚幾個星期出生，因此應該對他非常熟悉。但馬洛的戲劇主題不同，著重強調文藝復興文人的道德問題。他對近代科學的發展帶來的新事物既着迷又恐懼。戲劇《浮士德博士》（Doctor Faustus）中借鑑了德國的傳説，講述了一位科學家和魔法師浮士德博士為渴求科技與魔鬼定下契約的故事。馬洛本人的生活非常放浪，不過很多人懷疑這只是掩蓋，他其實是伊麗莎白一世的密探；他的死是王室的敵人預先策劃的。馬洛作品使無韻體詩文更加完善，將活力和宏偉加入其中，誇張法也是他常用的手段之一。
博蒙特和弗萊徹雖沒有馬洛出名，但在當時也受歡迎。學界普遍認為他們幫助了莎士比亞完成了一些巔峰時期的作品。“城市喜劇”的形式也在這個時期得以發展。

#### 詩歌
16世紀末期，英語詩歌的特點是語言複雜精美，有海量對古希臘羅馬神話的引用典故。這段時期最著名的詩人包括埃德蒙·斯宾塞和菲利普·錫德尼爵士（Sir Philip Sidney）。斯賓塞的名作有《仙后》（The Faerie Queene），由於他的詩韻律精美，也被稱為“詩人中的詩人”。
除戲劇外，莎士比亞也通過改編彼特拉克的模式創造出英語的十四行詩。十四行詩由外交官和詩人托馬斯·懷亞特在16世紀早期引入英國。隨著印刷文學進入尋常百姓家庭，用於譜曲的詩歌也流行起來。

### 詹姆士一世時期
詹姆士一世於1603年至1625年在位，這段期間內英國的建築、藝術、文學都獨具特色。

#### 詩歌
除去莎士比亞外，17世紀早期的主要詩人包括約翰·多恩和其他玄學派詩人。受到歐陸巴洛克風格的影響，同時選用基督教神祕主義和情色主題，玄學詩歌運用圓規、跳蚤等新奇的或“沒有詩感”的物體來達到驚奇的效果。詩中體現出來的恐懼和焦慮也象徵著近代地理科學發現對傳統思想的衝擊。鄧恩的代表集是《歌與十四行詩》（Songs and Sonnets），他的詩體現出來的内容和感受非常現實，並沒有太強的詩化色彩。

#### 戲劇
如上所述，莎士比亞藝術成就最高的作品都是在此時期完成。他死後，詩人和劇作家本·琼森在這個時代最為著名。不過，琼森的審美觀事傾向於中世紀的，而不是都鐸王朝。他筆下的角色都遵循著舊時的“體液理論”。琼森強調四元素的不同造成了人的行為差異，創造出已經有些陳詞濫調的形象；而莎士比亞早已轉向了近代心理學。但琼森對文體的掌握得心應手，也是個出色的諷刺大師。他寫的《狐坡尼》（Volpone）就講述了一群騙子被另一個騙子高手戲耍的故事，表達了善惡有報的主題。
其他與瓊森風格相近的作家有博蒙和弗萊徹。他們兩人合作也創作出精彩的喜劇《燒火杵之王》（The Knight of the Burning Pestle），對新生的中產階級和暴發戶進行了諷刺。兩個人作品的主要價值之一在於，他們描繪了封建制度和騎士精神早已經變成了勢利的象徵，而新興的社會階層正在逐漸昇起。
這個時期内，“復仇戲劇”（revenge play）也很流行，主要人物是約翰·韋伯斯特（John Webster）和托馬斯·基德。喬治·查普曼（George Chapman）也寫了兩篇復仇悲劇，但他主要的貢獻是翻譯了《荷馬史詩》。譯本對其後所有的英語文學產生了極大的影響（後世的济慈也是受到了荷馬史詩的啓發才寫出了很多著名的詩篇）。

#### 散文
詹姆士一世的英皇欽定本《聖經》是當時英國歷史上最大的翻譯工程之一，1604年開始，1611年結束。從威廉·丁道爾開始，一直有人致力於將《聖經》翻譯為英文，發展到這時達到了頂峰。英皇欽定本成為英国国教（聖公會）的標準版本，也是英語文學史上最著名的作品之一。詹姆士一世親自領導這個項目，監督下屬的四十七位學者。1970年後完成了一部更準確的譯本，其後也出現很多版本；不過相比較而言詹姆士一世的詩句最為出色，格律模仿了希伯來語原文的韻文。
培根是這時期另一位散文家，在文學上的代表作有文筆優美的《散文集》。

### 查理一世時期
查理一世於1625年至1649年在位，期間國王和議會衝突不斷，最終爆發英国内战。保王黨詩人（Cavalier poets）的作品是這個時期比較有名的文學。這些詩人是在英国内战中支持查理一世的一派，包括琼森等。

### 共和與護國政體時期
1649年至1660年为共和時期，中間（1653年－1659年）則穿插著護國政體時期。這段時間清教統治者嚴禁公開的戲劇表演，給英語戲劇的發展造成沉重打擊。
约翰·弥尔顿在这个时期很活跃，著名散文有《論岀版自由》等。
玄學詩人安德魯·馬維爾在這段動蕩的時期内也很有名。
日記作家約翰·伊夫林和薩繆爾·佩皮斯也描繪出了當時的文化與社會景觀。

## 新古典主義文學
英語文學的新古典主義時期，從1660年查理二世復辟起，到1798年浪漫主義宣言《抒情民謠集》岀現結束。18世纪的英格蘭受到法國起源的启蒙运动影響，稱作“啓蒙時代”或“理性時代”。詩歌風格非常古典；現實風格的小說十分流行；哥特式小說也很有市場；到18世紀末時，感傷主義小說也逐漸興起，最終由浪漫主義取代繼承。

### 復時期
查理二世於1660年（實際）至1685年在位（復辟時期則一般延伸至1689年）。其間詩歌、戲劇、散文等體裁的分段時間並不相同，但大體都於17世紀末期結束。

#### 戲劇
允許劇院重新開張後，出現了“復辟喜劇”形式，對新貴族和崛起的資產階級進行諷刺。前一代人的社會動蕩不安，隨之引發社會人群大規模的階層流動，這些都為“禮俗喜劇”（comedy of manners，也譯作世態喜劇、社會風情喜劇等）提供了素材。第一位職業女性英語小說家、劇作家阿芙拉·班就出現在這個時期。愛爾蘭岀生的威廉·康格里夫也是復辟喜劇最有名的劇作家之一。

#### 散文、小說
約翰·本揚創作了英語文學中最著名的宗教寓言故事《天路歷程》，風格借鑑自英文《聖經》，筆法具體詳細又十分生動，即使是社會最底層的民衆也能夠閱讀。全篇貫穿著“生命即旅程”的主題。

#### 詩歌
约翰·弥尔顿在1667年出版經典的宗教史詩《失乐园》，在強調自由意志和選擇的基調上講述了聖經中人類墮落的故事；除此之外還著有《復樂園》和《力士參孫》。
約翰·德萊頓也是有名的詩人、文學批評家和剧作家。他最高成就在諷刺詩方面，押韻偶句也十分出色。他的詩歌被蒲柏和約翰遜等人借鑑，在18世紀的影響很大。

### 奧古斯都時期
在當代文學批評界的時間劃分中，英語文學的奧古斯都時期（Augustan Age）大體岀現在1700年至1760年左右（有人認為可以延伸到1789年），其間在位的君主有安妮女王、乔治一世和乔治二世（或加上乔治三世）。這段時期英語小說迅猛成長，諷刺文學遍地開花，戲劇從偏重於政治转向通俗的情節劇。當時資本主義蓬勃發展、重商主義成為一門正式的價值体系，貿易經濟深入人心，哲学上经验主义占据主导地位。

#### 詩歌
不少詩人很大程度上受到古拉丁文學的啓發，體裁極為正式，在亞歷山大·蒲柏的作品中能清晰體現岀來。蒲柏本人堅定支持新古典主義的發展，他認為當時社會的現存体制已經很理想，但也非對道德、文化的急速淪喪視而不見。他的代表作有《秀髮劫》（或《奪髮記》）、《論人》、《論批評》和《笨伯詠》等，也翻譯了《奧德賽》和《伊利亞特》。
托馬斯·格雷1751年寫成《墓園挽歌》（或《鄉村墓園挽歌》、《挽歌辭》等）是英語文學中最著名的挽歌之一。格雷寫作十分謹慎、極為斟酌用詞，注重形式和詩句的完美。詩歌外觀精美，詩意複雜間接，人工雕琢的跡象十分明顯。當時很多人都屬於這一派，稱作墓園詩人（有時候也叫“前浪漫主義詩人”），抒發著憂鬱的情緒和對自然的熱愛。

#### 小說
英語小說直到18世紀才開始廣泛流行。到18世紀中葉時，經過知名作者的努力，小說形式已經完全鞏固了地位。
- 丹尼爾·笛福的《魯濱遜漂流記》出版於1719年，在當時非常流行。魯濱遜象徵著當時英國社會典型的中產階級形象：大英帝國的建設者，先鋒殖民者，辛勤勞動和清教堅忍性格的化身。
- 喬納森·斯威夫特的經典諷刺小說《格列佛遊記》出版於1726年，其中的“小人國”也已經成為兒童文學的一部分。但原書的主要目的在於諷刺當時英國社會和政府中各種荒誕可笑的現象，小說中其他三個國家，尤其是“天空之城”犀利揭露了人類社會的弊病和惡習。
- 亨利·菲爾丁的《湯姆·瓊斯》完成於1749年，對人性善惡有深刻的描繪。菲爾丁認為，小說的目的不應該只有娛樂，也要指導讀者，要通過真實描寫現實生活來幫助人們更加清晰地認識自我。他試圖保留古典作品中的史詩風格，同時又忠於現實。語言輕鬆親切、惟妙惟肖；詞句邏輯性很強，也很有韻律；作品的整體構架也經過精心的設計。
- 勞倫斯·斯特恩的《項狄傳》創作於1760-1770年中，風靡全歐。書中所用的風格是後世意識流作品的前身。
- 偏愛書信体小說的塞繆爾·理查遜在1740年出版了《帕蜜拉》，1748年出版了《克拉麗莎》。他的作品十分注重宣揚當時的正統道德觀，尤其是最有名的這兩本都是在講述婦女的貞操品行。理查遜在當時也是很有名的小說家，作品影響到了盧梭、歌德、珍·奧斯汀等人。
- 托比亚斯·斯摩莱特是蘇格蘭的小說家，他的作品對後世的狄更斯影響很深。

#### 戲劇
愛爾蘭劇作家理查·布林斯利·謝瑞登的經典之作是1777年的《醜聞學校》（或《造謠學校》），文學界認為此劇是英語“禮俗喜劇”的巔峰之作之一。他的戲劇經常強調人類的道德性。
當時同樣出名的劇作家還有愛爾蘭的奧利佛·戈德史密斯，他最著名的作品是《屈身求愛》。

#### 其他
撒姆爾·约翰逊1755年完成了第一部英格蘭人寫成的英語字典。除此之外，他還是有名的文學批評家、詩人、散文家、傳記作家等。他非常著重人類願望的虛榮性，在文學創作上標準相對保守，強調作者應該領會普世的真理。

## 浪漫主義文學
蒸氣機的運用使英格蘭城鄉發生翻天覆地的變化，工業化使城鎮擴大，圈地運動和農場私有化使鄉村人口迅速減少。很多失去土地的貧農湧進城市到工廠裏工作。五個詞的含義改變：industry（工業，曾指創新）、democracy（民主，曾是貶義詞，指暴民統治）、class（帶上了階級含義）、art（藝術，原來的意思只有工藝、手藝）和culture（文化，原來只和務農有關）。與此相反，工人們的慘境、新生的階級衝突和環境污染使人們對都市化和工業化產生了厭煩情緒，促使文學家轉而重新去發現大自然的美麗和價值。人們將大地母親視做唯一的智慧源泉，機器帶來的醜陋只有大自然才能夠將其化解。法國啓蒙思想家盧梭十分強調自然和本能相對文明的優越性，這種思想很快就為幾乎所有歐洲詩人接受。
英語文學的浪漫主義時期一般认为從1798年《抒情民謠集》發表正式開始（之前有几位先驱），到1832年司各特爵士辭世和改革法案（Reform Act 1832）通過結束。当时在位的君主有乔治三世、乔治四世，还可以算上威廉四世。

### 先驅
威廉·布莱克和羅伯特·彭斯。

### 湖畔派詩人
英格蘭首先出現的浪漫主義文人是湖畔派詩人等一小群友人，包括騷塞、华兹华斯和柯勒律治等。他們為文學界注入了新鮮的情感主義和内省的理念；英語文學中第一部浪漫主义宣言就出現在《抒情民謠集》的前言中。這部集子大部分都是華茲華斯的功勞，柯勒律治也貢獻了著名的《古舟子詠》。不過兩人對浪漫主義的理解大相逕庭：柯勒律治努力要把超自然的事物現實化（就像今日的科幻電影中運用特殊效果讓不可能成為可能一樣）；華茲華斯則希望通過描繪現實生活中的真實人物或湖區的自然風光來使讀者自己進行豐富的想象。

### 積極浪漫主義
“第二代”浪漫主義詩人包括拜倫、雪莱、玛丽·雪莱和济慈等，和第一批湖畔詩人描寫田園風光不同，他們的作品鮮明體現岀對抗傳統的戰鬥性。
- 拜伦受19世紀諷刺文學的影響很深，在這幾人當中是最“不浪漫主义”的。他生活方式風流放蕩，對上流社會外表虛偽内在淫亂表達著極端的不滿。第一次去歐洲旅行後，他寫下了《海羅德公子遊記》的前兩詩章，以模擬英雄史詩般的嘲弄手法講述了一位年輕公子在歐洲的遊歷，同時也對英國社會進行了極其尖銳的諷刺。雖然此詩和另兩篇《異教徒》和《海盜》的岀版帶來了巨大成功，但英國國内盛傳他和異母姐姐亂倫，迫使他離開英格蘭去歐陸避難。1816年，他在日内瓦湖畔結識了雪萊夫婦和雪萊的助手約翰·波李道利。雖然波李道利著名的作品只有一篇短篇小說，但這篇引進英語文學的《吸血鬼》值得一提。
- 雪莱和拜倫十分相像：也是富裕貴族出身，信奉无神论和自由思想，迫於性醜聞逃離英格蘭。他先是因為無神論從大學趕了出來，後是因為支持愛爾蘭獨立從英格蘭趕了出來。之前娶過一位16歲少女哈莉特·維斯布魯克，但很快就抛棄了對方選擇了瑪麗（哈莉特隨後自殺）。哈莉特不同意他對自由戀愛和无政府主义的理想，也沒有受過足夠的教育能夠與他文學辯論。雪萊的代表作是《西風頌》，儘管他聲稱絕不相信有神的存在，但普遍認為這首詩是對泛神論的致敬，承認了大自然中的精神存在。
- 玛丽·雪莱是哲學家、革命家威廉·高德溫的女兒，與雪萊興趣相投，自己也是一位詩人。和已故的母親瑪麗·沃斯通克拉夫特一樣都是女權主義者。瑪麗不是因為詩歌出名，而是作為科幻小說之母廣為人知。科學怪人的故事提前預計了今天的器官移植、組織再生等技術，也提出了今天仍在困擾人類的道德倫理問題。但這個故事同樣也很富有浪漫主義氣息：雖然“怪物”聰明善良，但因為周圍人對他的恐懼和他本人的絕望使其終于淪為殺人的機器。
- 约翰·济慈可能不是很同意拜倫和雪萊的極端革命理念，不過他對泛神論的崇拜和雪萊一樣十分重要。濟慈對古希腊的事物很感興趣，他對藝術的強調尤其體現在《希臘古甕詠》中，這種情感為浪漫主義帶來一股清新的空氣，後來也啓發了沃特·佩特和奧斯卡·王爾德等人為藝術而藝術的理念。

## 維多利亞時代
威廉四世逝世後，英國開始了长达63年的維多利亞女王統治時期（1837年至1901年）。這段時期是其工業革命和大英帝國的頂峰，號稱“日不落帝國”，經濟政治勢力空前強盛，文學、藝術、建築和科技都有很大發展。文學中體現岀的此時代精神風貌，既包括一整套高貴、體面、嚴肅、克制的道德體系，同時又深刻揭露岀當時飛速發展擴張的社會中種種殘酷的陰暗面，如泛濫的賣淫嫖娼、僱傭童工現象，帝國主義無情剝削殖民地和工人阶级等等。不但描繪著上流社會雍容華貴、爾虞我詐的奢侈享樂，還講述著中産階級虛榮、掙扎著向上攀爬的刻意體面生活，又刻畫岀下層人民食不果腹、艱辛困苦的悲慘境地。
19世紀後期到20世紀初期，愛爾蘭產生了葉芝、蕭伯納、王爾德、喬伊斯等一批享譽世界的大文豪。這些人用英語寫作的作品刻畫了世紀之交英國、愛爾蘭以及歐洲的社會景觀、文學藝術思潮和民生百態，是英語文學中璀璨的明珠。

### 小說
维多利亚时期内，小說成為英語文學的主流形式。大多數作家都開始轉向規模逐漸擴大的中產階級，普通民衆的品位喜好越來越比貴族資助者的更加具有誘惑力。
- 珍·奧斯汀逝於1817年（維多利亞時代之前），處於浪漫主義文學和維多利亞文學之間的過渡期。她的小說從女性的視角描繪了沒落貴族的生活，用諷刺幽默的筆法呈現出當時英格蘭的社會問題，尤其是婚姻和金錢。
- 查尔斯·狄更斯於19世紀30年代岀現在文學舞臺上，也採用了當時的連載岀版風潮。狄更斯重視描繪出倫敦日常生活的景觀，尤其是下層社會窮人的掙扎與拼搏，不過筆法相對詼諧幽默，哪個階層的讀者都能夠接受。早期的作品《匹克威克外傳》等都是喜劇的經典之作。到後期，他的作品如《双城记》、《遠大前程》等内容要嚴肅灰暗許多，但筆鋒仍然未失諷刺誇張的特色。
- 其他著名的有勃朗特姐妹的作品、薩克雷的諷刺小說《名利場》、乔治·艾略特的現實主義小說和安東尼·特羅洛普對地主階級日常生活的忠實刻畫。
- 以托马斯·哈代為代表的一群小說家對鄉村生活興趣頗深，在作品中描繪出鄉下地區迅速變遷的社會和經濟環境以及對普通民衆生活、心理的衝擊與影響。

### 詩歌
這段時期重要的詩人包括丁尼生、羅伯特·勃朗寧和伊麗莎白·巴瑞特·勃朗寧夫婦，還有馬修·阿諾德。约翰·拉斯金和罗塞蒂在诗歌方面也有很高成就。

### 戲劇
蕭伯納和奧斯卡·王爾德都是愛爾蘭岀生的劇作家，大部分時間居住在英格蘭，用英語寫作。二人在19世紀末期的岀現象徵著愛爾蘭戲劇的成熟。王爾德在當時的英格蘭和美國都十分有名氣，是唯美主義運動的倡導者。蕭伯納的作品則跨越了維多利亞時代，一战後仍然在創作；除此之外他還是著名的文學藝術評論家，但他在政治立場上親斯大林，甚至有些發言能解讀成親希特勒，還說過一些反猶太主義的話，因此在這點上也是飽受後人批評。

### 其他
值得一提的還有兒童文學。最著名的是劉易斯·卡羅爾的《爱丽丝梦游仙境》，其中運用大量的“胡話詩”和奇異的場景與對話描寫。同樣偏好“胡話詩”的還有愛德華·李爾。

## 20世紀初期
1901年至1910年，英王爱德华七世在位，稱作愛德華（七世）時期（有時這段時期也延伸到1914年或1918年）。喬治五世於1910年至1936年在位，經歷了第一次世界大战。愛德華時期的英國社會對歐陸藝術和風尚十分癡迷，當時的階級劃分也最為僵化。經歷維多利亞時期的殖民擴張，帝國主義和種族主義的思想在英語文學中較為普遍。現代主義運動在1910年左右也開始興盛。一戰過後，戰爭的殘酷讓很多文人放棄了“愛國主義”和帝國主義的主題。
印度出生的卢迪亚·吉卜林是20世纪初期受欢迎的英语作家之一。他的作品題材变化万千，包括小說、短篇小說和詩歌等等。內容大多數根據他在英國統治印度期間的親身經歷而來。吉卜林在一戰前堅決支持帝國主義，也被後人抨擊有強烈的種族主義和反猶太主義思想，因此在現當代的名聲並不好。

### 诗歌
托马斯·哈代在1895年出版《無名的裘德》，書中闡述的婚姻道德觀與當時社會格格不入，評論家和公衆的狂轟濫炸導致他一怒之下放棄小說創作，轉而寫作詩歌。在20世紀前10年中，他是英語詩歌的代表人物之一。
《喬治詩集》（Georgian Poetry）是在喬治五世時期由愛德華·馬什（Edward Marsh）編輯、哈羅德·門羅（Harold Monro）岀版的詩集，包括愛德蒙·布倫登、羅伯特·格雷夫斯、D.H.勞倫斯、德拉·梅爾、西格夫里·薩松等人。這些詩作所代表的時代處於極其古典的維多利亞文學之後，又在抛棄純唯美主義的現代主義文學之前。喬治詩歌的共同點包括浪漫主義、感傷主義和享樂主義等情緒。

### 小说
约瑟夫·康拉德是波蘭岀生的英國小说家。他的作品融合了浪漫主義和現實主義，又涉及現代人的曖昧道德觀。所以不少評論家認為他是现代主义文学的先驅。他的小說通常圍繞水手和大海的主題展開。

## 二戰後
1998年7月，美國藍燈書屋的《當代文庫》編輯小組選出了“20世紀百大英文小說”。這份排名書單一公布，引起舉世迴響和評論。

## 英语文学奖
- 布克奖

## 外部連結
- 諾頓文學選集
- 一個關於文學理論與批評的論壇